# Tomáš Souček
Tomáš Souček, född 27 februari 1995, är en tjeckisk fotbollsspelare som spelar för West Ham United i Premier League.